# Sonata per a flauta en sol major (HWV 363b)
La Sonata per a flauta en sol major (HWV 363b) fou composta entre 1711 i 1716 per Georg Friedrich Händel com a Sonata per a oboè en fa major (HWV 363a). Més tard, va ser modificada per algú desconegut, transportada a sol major i escrita per a flauta i teclat (clavicèmbal). L'obra també es coneix com a Opus 1 núm. 5. i aparegué publicada el 1726 o una mica més tard per l'editor de Londres Walsh, en una edició falsament atribuïda a Jeanne Roger d'Amsterdam. Altres catàlegs de música de Händel la referencien com a HG xxvii,19; i HHA iv/3,28.
Ambdues edicions, la de Walsh i la de Chrysander (basada en la de Walsh) indiquen que la sonata és per flauta ("traversiere" o "traverso"), i la van publicar com a Sonata V.
Una interpretació típica de l'obra dura aproximadament set minuts i mig.

## Moviments
L'obra consta de cinc moviments:
| Núm. | Tipus   | Tonalitat | Mètrica | Compassos | Notes |
| ---- | ------- | --------- | ------- | --------- | --- |
| 1    | Adagio  | Sol major | 4/4     | 16        | Acaba amb un acord en si major.                                                                                                 |
| 2    | Allegro | Sol major | 4/4     | 53        | Comença amb una forma fugada, amb el baix que respon en el compàs 5.                                                            |
| 3    | Adagio  | Mi menor  | 3/4     | 43        | Comença amb un ostinatto, i el moviment evoluciona amb el conjunt absorbint la textura de baix. Acaba amb un acord en si major. |
| 4    | Bourrée | Sol major | 4/4     | 22        | Té dues seccions (8 i 14 compassos), cadascuna amb signes de repetició.                                                         |
| 5    | Minuet  | Sol major | 3/4     | 24        | Té dues seccions (8 i 16 compassos), cadascuna amb signes de repetició. Es basa en un tema favorit de Händel.                   |

(Els moviments no contenen signes de repetició llevat que s'indiqui. El nombre de compassos està agafat de l'edició de Chrysander, i és el nombre que apareix en el manuscrit, sense incloure signes de repetició.)